# Tagos

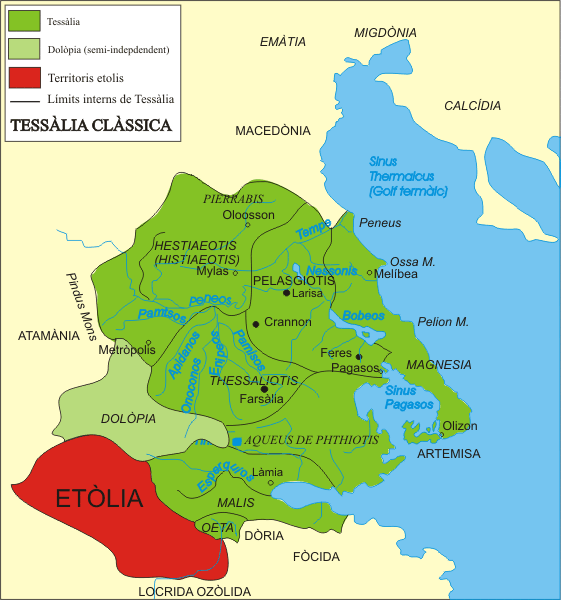
Carte de la confédération thessalienne

Un tagos (en grec ancien τᾱγός, dérivé de tassó, « je range, je mets en ordre ») est une sorte de dictateur de la Confédération thessalienne.

## Histoire
Lorsque les Thesprotes, venus de l’Épire, eurent envahi la contrée à laquelle ils auraient donné le nom de Thessalie par allusion à Thessalos, leur antique chef légendaire, descendant d'Heraclès, ils la divisèrent en quatre districts la Phthiotide, l'Ilistæeotide, la Thessaliotide et la Pélasgiotide. Ces quatre districts étaient, en une certaine mesure, indépendants les uns des autres, et leur réunion formait un État fédéral. Dans certaines circonstances pourtant, ils élisaient un chef suprême, dont le pouvoir s'étendait sur tous les districts. On le trouve quelquefois désigné sous le nom de basileus (roi), ou sous celui d’archeos (commandant) ; mais son nom véritable était tagos (chef). 
Les anciens nous le représentent surtout comme un chef militaire; il semble même qu'on ne l'élisait qu'en cas de guerre, ou bien lorsqu'on redoutait une guerre. Probablement son pouvoir cessait avec les circonstances qui l'avaient fait naître. Nous n'avons pas de document qui nous apprenne jusqu'où s'étendait ce pouvoir. Xénophon nous dit que le tagos levait des soldats dans chacun des districts et qu'il fixait le tribut à payer par les alliés. Jason, qui fut tagos au IVe siècle av. J.-C., avait une armée de 20 000 hoplites et de 6 000 cavaliers.
Le tagos était pris ordinairement parmi les grandes familles. Ces familles étaient fameuses dans toute la Grèce par leurs richesses et leur luxe royal, par leur hospitalité, par l'empressement qu'elles mettaient à accueillir les poètes et les artistes. Tels étaient les Aleuades à Larisse, les Scopades à Crannon, les Créontides à Pharsale. Il résultait de là une forme de gouvernement aristocratique dans la plupart des villes; mais la noblesse ne domina pas toujours sans contestation et sans soulèvement de la part de la classe inférieure. On a conjecturé, avec assez de probabilité, que l'élection d'un tagos fut faite quelquefois dans ces circonstances, comme celle d'un dictateur à Rome, pour ramener la concorde. Il y eut aussi des divisions au sein même des familles aristocratiques, par exemple celle qui éclata entre les Aleuades deux générations avant la guerre des Perses, et qu'apaisa la médiation d'un chef choisi dans ce but. Une division du même genre survint à Pharsale, après la fin de la guerre du Péloponnèse, et, pour rétablir l'accord entre les citoyens, on confia la direction entière du gouvernement à Polydamas, qui s'acquitta de sa charge avec une remarquable intégrité. A cette époque, les Aleuades et les Scopades avaient perdu beaucoup de leur influence; Pharsale et Phères étaient devenues les deux villes importantes de la Thessalie. Le tyran de Phères, Jason, déposséda les oligarques, fit alliance avec Polydamas et parvint à se faire élire tagos vers 374 avant notre ère. Devenu ainsi chef de toute la Thessalie, il s'unit à Thèbes contre Sparte, s'empara des passages de la Grèce centrale et conçut l'ambitieux projet de se faire reconnaître chef de tous les Grecs, afin d'aller, à leur tête, renverser le roi des Perses. Il fut assassiné en 370, et sa famille ne sut pas garder le pouvoir. Ses successeurs, Polydore, Polyphren, Alexandre, Tisiphon, Lycophron, eurent comme lui le titre de tagos; mais ils ne possédèrent ni son influence ni son habileté. Les anciennes familles aristocratiques implorèrent le secours de Philippe II de Macédoine, qui déposséda Lycophron en 353 et restaura dans les différentes villes le mode de gouvernement des siècles antérieurs.
Dans les temps qui suivirent, jusqu'à la victoire des Romains à Cynocéphales (197 av. J.-C.), les Thessaliens restèrent, avec une apparence de liberté, sous la domination des rois macédoniens. Ils donnèrent alors le nom de tagos à leurs magistrats ordinaires. C'est ainsi que les peuplés en décadence aiment à se tromper eux-mêmes sur leur situation en décorant de noms pompeux les faibles restes de leur pouvoir.